# ديو في سلفي رجينا

علم كورسيكا عبارة عن رأس فارس عربي

النشيد الكورسيكي أو ديو في سلفي رجينا (باللغة الكورسية : Dio vi Salvi Regina) هو في الأصل عبارة عن ترنيمة مهداة للسيدة العذراء كتب اسقف مدينة بوي الفرنسية أديمار د مونطيي ترنيمة Salve Regina باللغة اللاتينية أوائل القرن الحادي عشر الميلادي. لكن أحد الأخ اليسوعي فرانسيسكو د جيرونيمو عمل جاهدا على ان يجعل هذه الترنيمة مفهومة من قبل السواد الأعظم من الناس في شمال إيطاليا وكذا في الجزر التابعة لها من بينها جزيرة كورسيكا أواخر القرن السابع عشر، فجعلها باللغة الإيطالية القريبة جدا من اللهجة الكورسيكية.
أصبحت ترنيمة «فليحفظ الله الملكة» نشيد كورسيكا سنة 1735 بعد قلاقل ضد النظام الحاكم في جنوة الإيطالية. يتعوذ بالسيدة العذراء لا من أجل الترحم على الأشقياء لكم من أجل حماية الكورسيكيين من الاعداء.
1. النص باللغة الكورسية

Diu vi salvi Regina
È madre universale
Per cui favor si sale
Al paradisu.
Voi siete gioa è risu
Di tutti i scunsulati
Di tutti i tribulatti
Unica speme.
À voi sospira è geme
Il nostru afflitu core
In un mar' di dolore
È d'amarezza.
Maria, mar' di dolcezza
I vostri ochji pietosi
Materni ed amorosi
À noi volgete.
Noi miseri accogliete
Nel vostru santu velu
Il vostru figliu in celu
À noi mostrate.
Gradite ed ascultate
Ô vergine Maria
Dolce è clemente è pia
Gli affleti nostri accogliete.
Voi da i nemici nostri
À noi date vitoria
E poi l'eterna gloria
In paradisu.
1. النص العربي

فل يحمك الله أيتها الملكة 

أيتها الام العالمية

التي بواسطتها نعرج إلى السماء

أنت الفرح والابتسامة 

لكا الحزانى

ولكل المقهورين

أنت الأمل الوحيد

...

## وصلات خارجية
- ديو في سلفي رجينا (موسيقى)